# سوده‌شناسی
سوده‌شناسی یا تریبولوژی (به انگلیسی: Tribology) دانش بررسی برهم‌کنش سطح و حرکت است. بررسی اصطکاک، روان‌کاری و سایش در این شاخه صورت می‌پذیرد.
سوده‌شناسی میان‌رشته‌ای از مهندسی مکانیک و دانش مواد است که در سال ۱۹۶۴ میلادی به وسیلهٔ دیوید تابور فیزیکدان بریتانیایی به عنوان یک دانش نوین عرضه گردید.

## معنای واژه
کلمه tribology از ریشه یونانی verb مشتق می‌شود، tribo، " من " به یونانی کلاسیک و پسوند - logy از - λoγiα، مطالعه علمی دانش. این طرح توسط پیتر جاست peter jost در سال ۱۹۶۶ ابداع شد که گزارش eponymous را تولید کرد که به بررسی هزینه‌های اصطکاک، فرسایش و خوردگی می‌پرداخت.

## تاریخ اولیه

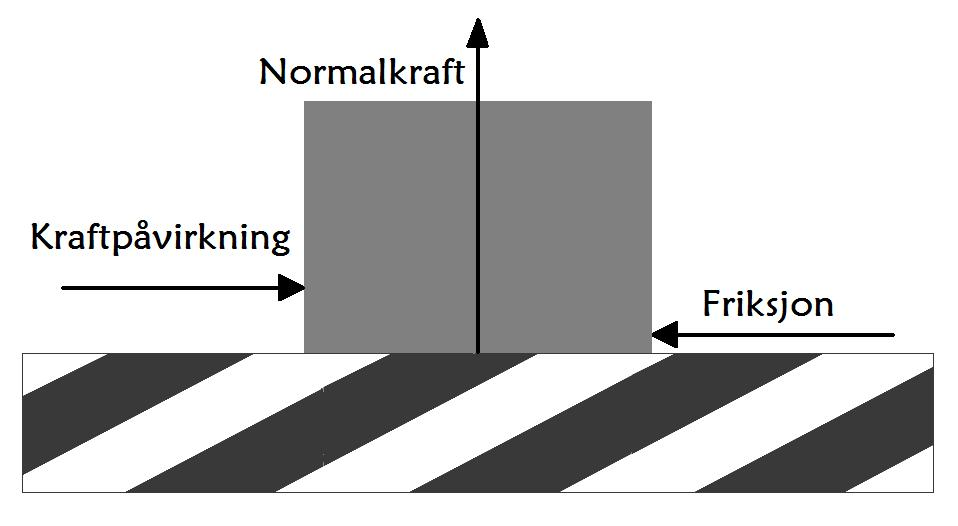
مرتبط

زمانی که لئوناردو داوینچی به دو قانون اساسی اصطکاک اشاره کرد.
بر طبق گفته داوینچی، مقاومت اصطکاکی برای دو شی مختلف یک‌سان بود اما تماس با عرض و طول متفاوت بود. او همچنین مشاهده کرد که نیروی لازم برای غلبه بر اصطکاک زمانی که وزن دوبرابر می‌شود، نیاز دارد. با این حال، یافته‌های داوینچی در دفترچه‌اش منتشر نشده‌اند.
دو قانون اساسی اصطکاک ابتدا (در سال ۱۶۹۹) توسط گویلام امنتنس منتشر شد .۱- نیروی اصطکاک بین دو سطح لغزشی متناسب با فشار بار است .۲-نیروی اصطکاک از ناحیه ظاهری ارتباط بین دو سطح مستقل است.
این دو قانون اگرچه به‌طور فراگیر کاربرد ندارد، اما این جملات ساده طیف گسترده‌ای از سیستم‌ها را به خود اختصاص می‌دهند. این قوانین بیشتر توسط شارل آگوستن دو کولن (در سال ۱۷۸۵) توسعه یافت، که متوجه شد لغزش (کینتیک) از سرعت لغزش مستقل است.
در سال ۱۷۹۸ چارلز هاچت و هنری کاوندیش اولین آزمایش قابل‌اعتماد را روی فرسایش اصطکاکی انجام دادند. در مطالعه‌ای که توسط شورای عالی بریتانیا انجام شد، آن‌ها از یک ماشین رفت و رفت ساده برای ارزیابی نرخ فرسایش سکه‌های طلا استفاده کردند. آن‌ها دریافتند: در آزمایشی که سکه‌ها با شن مخلوط می‌شدند سایش بیشتری نسبت به سکه‌های جفت شده به وجود می‌آمد
در سال ۱۹۵۳، جان . اف ارچارد Archard معادله ارچارد را توسعه داد که فرسایش لغزش را توصیف می‌کند و براساس تئوری برخورد خشن است
از پیشگامان اولیه تحقیقات سوده‌شناسی فیزیکدان استرالیایی، فرانک فیلیپ بودن و فیزیکدان بریتانیایی دیوید تابور بودند.
آن‌ها به همراه یکدیگر کتاب درسی اصطکاک و روانکاری را تألیف کردند.
مایکل جی . نیل یک رهبر دیگر زمینهٔ سوده‌شناسی در اواسط سده ۱۹ میلادی بود. او در حل مشکلات طراحی ماشین‌آلات با استفاده از دانش سوده‌شناسی تخصص داشت. نیل به عنوان یک مربی با استعداد برای ادغام کار نظری با تجربه عملی خود برای ایجاد راهنماهای طراحی آسان و قابل‌فهم مورد احترام بود. کتاب راهنمای سوده‌شناسی که او ابتدا در سال ۱۹۷۳ ویرایش کرد و در سال ۱۹۹۵ به روز شد هنوز در سراسر جهان مورد استفاده قرار می‌گیرد و پایه دوره‌های آموزشی متعددی را برای طراحان مهندسی تشکیل می‌دهد.
دانکن داوسون Dowson تاریخچه سوده‌شناسی در کتاب تاریخ سوده‌شناسی در سال ۱۹۹۷ را تحلیل کرد. این امر تحولات دوره ماقبل تاریخ را از طریق تمدن‌های اولیه (بین‌النهرین، مصر باستان) و پیشرفت‌های کلیدی تا پایان قرن بیستم را پوشش می‌دهد.

## اهمیت جهانی
علی‌رغم تحقیقات قابل توجه از زمان گزارش جاست، تأثیر جهانی اصطکاک و فرسایش بر مصرف انرژی، هزینه‌های اقتصادی، و انتشار کربن دی‌اکسید هنوز قابل توجه است.
در سال ۲۰۱۷، کنت هولمبرگ Holmberg و علی اردمیر Erdemir تلاش کردند تا تأثیر خود را در سراسر جهان تعیین کنند.
آنها چهار بخش انرژی مصرفی اصلی را در نظر گرفتند: حمل و نقل، تولید، تولید برق و مسکونی.
در این گزارش بیان شده‌است:
- در مجموع، ۲۳٪ از کل مصرف انرژی جهان از تماس نشات می‌گیرد. از این ۲۰٪ برای غلبه بر اصطکاک استفاده می‌شود و ۳٪ برای باز سازی قطعات فرسوده و تجهیزات یدکی به دلیل فرسودگی و فرسودگی مربوط به فرسایش استفاده می‌شود.
- با استفاده از استفاده از سطح جدید، مواد و فناوری‌های روانکاری برای کاهش اصطکاک و حفاظت از سایش در وسایل نقلیه، ماشین‌آلات و سایر تجهیزات در سراسر جهان، تلفات انرژی ناشی از اصطکاک و فرسایش می‌تواند تا ۴۰٪ در دراز مدت و با ۱۸٪ در کوتاه‌مدت کاهش یابد (۸ سال). در مقیاس جهانی، این پس‌اندازها سالانه ۱٫۴ درصد تولید ناخالص داخلی و ۸٫۷ درصد از کل مصرف انرژی در بلندمدت است.
- بزرگ‌ترین صرفه‌جویی کوتاه‌مدت انرژی در حمل و نقل (۲۵٪) پیش‌بینی شده‌است و در تولید برق (۲۰٪) در حالی که ذخایر بالقوه در بخش‌های تولیدی و مسکونی ۱۰٪ تخمین زده می‌شود. در بلندمدت، صرفه‌جویی ۵۵٪، ۴۰٪، ۲۵٪، و ۲۰٪ است.
- اجرای فناوری‌های بیولوژیک پیشرفته همچنین می‌تواند انتشار دی‌اکسید کربن جهانی را تا حد ۱٬۴۶۰ تن کربن دی‌اکسید کاهش دهد و منجر به ۴۵۰ میلیون دلار صرفه‌جویی هزینه در کوتاه‌مدت شود. در دراز مدت، کاهش می‌تواند به بزرگی ۳٬۱۴۰ MtCO۲ و صرفه‌جویی در هزینه میلیون یورو باشد.

## کاربردها
مشکلات سوده‌شناسی از مقیاس ماکروسکوپی تا نانو، در نواحی مختلف مانند حرکت صفحات قاره‌ها و یخچال‌های طبیعی برای حرکت حیوانات و حشرات است. تا همین اواخر، اکثر تحقیقات سوده‌شناسی بر بخش‌های حمل و نقل و تولید متمرکز بودند، اما این امر در زمان‌های اخیر به‌طور قابل‌توجهی تنوع یافته‌است.

## حوزه‌های تحقیقاتی سنتی
از نظر تاریخی، اکثر تحقیقات سوده‌شناسی بر طراحی و روانکاری مؤثر اجزای ماشین، متمرکز شده‌اند. با این حال، مطالعه سوده‌شناسی به تقریباً تمام جنبه‌های تکنولوژی مدرن و هر سیستمی که در آن یک ماده در حال لغزش روی دیگری است، گسترش می‌یابد.
سوده‌شناسی صنعت حمل و نقل را با استفاده از روغنکاری مؤثر قطعات متحرک برای پیشرفت انسانی، انجام داده‌است. در گذشته، تحقیقات سوده‌شناسی در صنعت حمل و نقل بر قابلیت اطمینان تمرکز داشتند، و از عملکرد ایمن و مستمر اجزای ماشین اطمینان حاصل می‌کردند. در طول چند دهه اخیر، به دلیل تمرکز بیشتر بر مصرف انرژی، بازده به‌طور فزاینده‌ای اهمیت یافته‌است و در نتیجه مواد روانکار به تدریج پیچیده‌تر و پیچیده‌تر شده‌اند تا این امر را بهبود بخشند.
سوده‌شناسی همچنین نقش مهمی در تولید بازی می‌کند. برای مثال، در عملیات‌های تشکیل فلز، اصطکاک، فرسایش ابزار و قدرت مورد نیاز برای کار را افزایش می‌دهد. این منجر به افزایش هزینه‌های بیشتر ناشی از جایگزینی ابزار بیشتر، از دست رفتن تحمل به عنوان تغییر ابعاد ابزار، و نیروهای بیشتری برای شکل‌دادن یک قطعه می‌شود. استفاده از مواد روانکار که تماس سطح مستقیم را به حداقل می‌رساند، فرسایش ابزار و نیازمندی‌های قدرت را کاهش می‌دهد.

## حوزه‌های تحقیقاتی جدید
از دهه ۱۹۹۰، حوزه‌های میانی جدید تریبیولوژی، از جمله تریبیولوژی زیستی تریبیولوژی نانو و تریبیولوژی سبز پدیدار شده‌اند. بررسی اصطکاک در مقیاس نانو و سیستم‌های بیولوژیکی در مقیاس نانو و زیستی فرسایش می‌یابد، در حالی که تریبیولوژی سبز بر ملاحظات زیست‌محیطی مانند منبع یابی پایدار موجودی مواد شوینده متمرکز است. نانو تریبیولوژی به‌طور فزاینده‌ای اهمیت دارد چون در ابعاد نانو دستگاه‌ها کوچک‌تر می‌شوند تحقیقات در این زمینه با میکروسکوپ نیروی اتمی انجام می‌شود.
اخیراً مطالعات فشرده ابرتریبیولوژی supertribiology (پدیده اصطکاک ناپدید شده) سبب افزایش تقاضا برای صرفه‌جویی در انرژی شده‌است. توسعه مواد جدید، مانند گرافین، توسعه روش‌های اساسی جدید برای مشکلات تریبیولوژی را آغاز کرده‌است.